# Lumina Sfântă

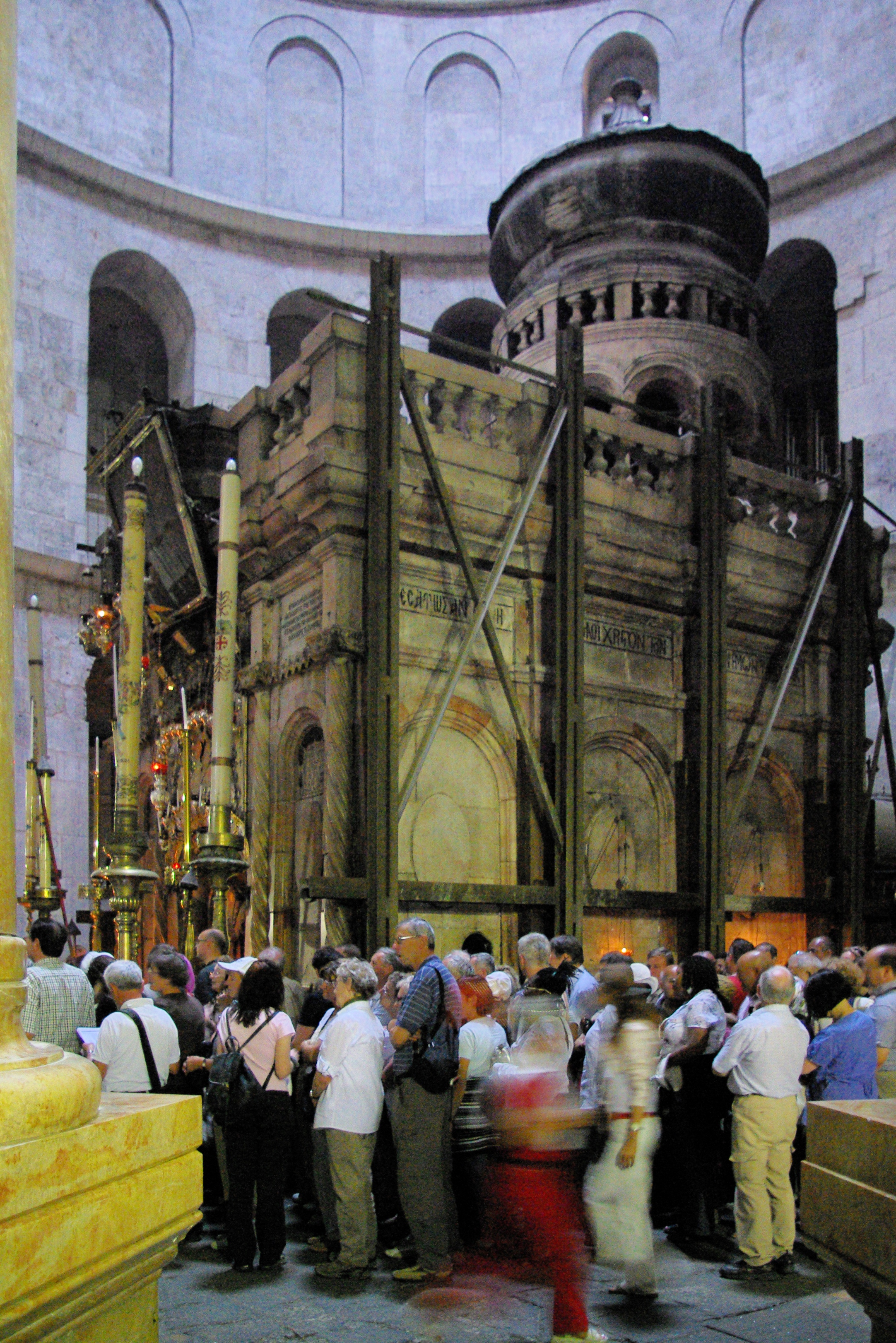
Mormântul Sfânt, locul unde se ține ceremonia

Lumina Sfântă (în greacă: Άγιον Φως) sau focul haric, este considerată de creștinii ortodocși a fi o minune care se întâmplă în fiecare an la Biserica Sfântului Mormânt din Ierusalim în Sâmbăta Mare, ziua dinaintea Paștelui Ortodox. Mulți o consideră cea mai veche minune anuală atestată a lumii creștine. A fost documentată consecvent din 1106, mențiunile anterioare fiind sporadice. Printre cele mai vechi menționări se numără: cea despre Sfântul Grigorie Luminătorul cca. 330 d.Hr., apariția sfintei lumini după cucerirea Ierusalimului de către perși circa 617 d.Hr. Ceremonia este transmisă în direct în Grecia, Rusia , Ucraina, România, Belarus, Bulgaria, Georgia, Cipru, Liban și alte țări cu comunități majoritare creștin-ortodoxe.

## Descriere
În sâmbăta de dinaintea Paștelui, la prânz, „patriarhul grec, împreună cu clerul lui înveșmântat în straiele sacerdotale și urmat de patriarhul armean cu clerul lui și cu episcopul copților, mărșăluiesc în procesiune grandioasă și solemnă, și cântând imnuri, de trei ori în jurul Sfântului Mormânt.” Odată procesiunea încheiată, Patriarhul Ortodox al Ierusalimului sau alt arhiepiscop ortodox citește rugăciunea Pogorârii Sfintei Lumini, își dă jos robele și intră singur în mormânt. „Prelații armeni și copți rămân în anticameră, unde spun că ședea îngerul când s-a arătat femeii credincioase (Maria Magdalena) după învierea” lui Iisus. Atunci, adunarea cântă „Doamne miluiește” (Kyrie eleison în greacă) până când Lumina Sfântă coboară și aprinde candela "neadormită" de unde patriarhul aprinde peste 33 de lumânări legate împreună. În tot acest timp patriarhul este urmărit de prelații armeni și copți. Patriarhul iese apoi la iveală din încăperea mormântului și rostind rugăciuni, aprinzând fie 33, fie 12 lumânări le împarte celor adunați acolo. Ceremonia nu a arătat mereu așa. De la Joseph Assemani aflăm că în secolul XI lumina se pogora în mormântul închis și pecetluit cu pecetea regală, astfel încât să se evite orice înșelăciune din partea creștinilor "
Pelerinii susțin că Focul Sfânt nu le arde părul, fața etc. în primele câteva minute după ce a fost aprins, mai multe marturii se pot găsi sintetizate de Haralambie K. SKARLAKIDIS  ". Mărturii independente începând cu anii 1855 chiar, sugerează că pretenția nu e credibilă.  Un site web prezintă clipuri video cu pretenția că arată credincioșii luând contact prelungit cu flăcările fără disconfort sau daune asupra pielii sau părului. Interpretarea pretinselor documente video ale Luminii Sfinte continuă să fie o chestiune în dispută (vezi mai jos). Există ideea ca inainte de a intra în Mormântul Domnului, patriarhul este examinat de autoritățile israeliene pentru a se dovedi că nu poartă cu sine mijloace tehnice de aprindere a focului. si mai multe site-uri vehiculeaza aceasta teorie, însă în realitate nu are loc niciun asemenea control. În plus, primul om care intra in Sfântul Mormânt după ce acesta este desigilat nu este Patriarhul Ierusalimului, ci staretul Fratiei Sfantului Mormant (actualmente Arhiepiscopul Isidor), care depune pe piatra Mormantului Domnului candela cea neadormita.  In trecut patriarhul care savarsea slujba era perchezitionat de un soldat turc pentru a nu avea cu sine in Sf. Mormant o sursa de foc. Perchezitionarea era una dura deoarece turcii nu credeau in minune ci doreau ca lumanarile sa nu se aprinda pentru ca lumea sa isi piarda credinta. Dupa ce asupra patriarhului nu s-a gasit o sursa de foc, iar el a iesit din Sf. Mormant cu lumanarile aprinse, soldatul turc a cazut in genunchi si s-a convertit la creștinism.

## Critici
Scepticii pun la îndoială validitatea Luminii Sfinte, făcând observația că pelerinii în general rezistă focului pe aceleași durate foarte scurte de timp care ar fi de așteptat pentru orice foc. Este însă de remarcat că durata în care flacăra nu arde ar fi de 33 de minute (33, numărul anilor petrecuți de Iisus pe pamânt), timp în care unii pelerini iși expun pielea, barba sau hainele  flăcării pe durate de zeci de secunde fără a arăta că ar simți durere și fără ca hainele să prezinte vreun semn de  arsură, în timp ce expunerea pielii la flacăra unui chibrit pentru câteva secunde provoacă deja o senzație dureroasă de arsură. Mai mult, flacăra are și dimensiuni mult mai mari ca cea creată de un chibrit, ea fiind generată de mănunchiul de 33 de lumănari care ard simultan.
În 1238, Papa Grigore al IX-lea a considerat că Lumina Sfânta ar fi o fraudă.Această declarație este datorată și faptului că Biserica grecilor  se afla în conflict cu Biserica Romei iar Papa dorea să răpească cât mai mult din autoritatea acestora "
Problema pare și mai delicată deoarece înainte de Papa Grigore al IX-lea, Papa Urban II, considerat sfânt, declara sfânta lumină ca fiind o mare minune "
Scepticul Igor Dobrokhotov din Rusia a analizat pe larg dovezile pentru presupusa minune pe situl său, inclusiv sursele antice și fotografiile și filmările contemporane. El a reprodus de asemenea și „îmbăierea în flăcări” și a descoperit contradicții în povestea „coloanei despicate de trăsnet”.
Dobrokhotov și alți critici, inclusiv cercetătorul ortodox rus Nikolai Uspenski, dr. Aleksandr Musin de la Sorbona și unii ortodocși de rit vechi citează extrase din jurnalele Episcopului Porfirie (Uspenski) (1804-1885)  care arată că preoțimea din Ierusalim știa că Lumina Sfântă e frauduloasă.
Porfirie era un arhimandrit ortodox rus și un om de știință trimis în misiune oficială de cercetare bisericească la Ierusalim și în alte locuri (Egipt, Muntele Athos). În timpul șederii în Ierusalim a fondat misiunea rusească de acolo. Mai târziu, după reîntoarcerea în Imperiul Rus, a fost făcut episcop în dioceza Kievului.
Porfirie și-a înregistrat impresiile în jurnalele lui, publicate ca Kniga bytija moego (Cartea ființei mele) în 9 volume din 1894 până în 1901. În primul volum, Porfirie scrie: „Un ierodiacon care a intrat în altarul Mormântului atunci când, după cum crede toată lumea, focul sfânt coboară, a văzut oripilat că focul este aprins de la o simplă lampă de icoană care nu se stinge niciodată, și astfel focul sfânt nu este o minune. El însuși mi-a spus despre asta azi” (Kniga bytija moego, vol. 1 (anii 1841-1844), p. 671). Nu se spune cum s-ar putea ca această flacără perpetuă să fie păstrată aprinsă.
Porfirie relatează mai târziu o poveste spusă lui de către un mitropolit din Ierusalim. Conform acesteia, când Pașa Ibrahim al Egiptului a fost acolo a dorit să verifice autenticitatea minunii, deci le-a spus slujitorilor patriarhului să-l lase înăuntru în altar în timpul ritualului. Dacă minunea era autentică, el urma să doneze o sumă mare de bani, dar dacă era o fraudă urma să confiște toți banii dați de pelerini și să dezvăluie frauda în toate ziarele europene.
Delegații - mitropolitul Misaеl al Petrei, mitropolitul Daniel al Nazaretului și Episcopul Dionisie al Filadelfiei - s-au întâlnit să discute propunerea. Misael a admis atunci că aprinde focul de la o lampă de icoană care stă ascunsă în spatele icoanei de marmură a Învierii lui Hristos, înapoia patului mortuar. Astfel, ei au decis să-l implore pe Ibrahim să nu se amestece în treburile religioase și să nu dezvăluie secretele riturilor creștine, pentru că Împăratul Rus Nicolae ar fi foarte nefericit dacă s-ar întâmpla așa ceva. Pașa Ibrahim a decis atunci să nu insiste asupra chestiunii. Dar din acel moment clerul Mormântului a încetat să creadă în coborârea miraculoasă a Luminii Sfinte.
Porfirie continuă: „... mitropolitul a adăugat că numai de la Dumnezeu însuși așteaptă ei încetarea minciunii (noastre) pioase. După putință, el va calma oamenii care acum cred în minunea focului din Duminica Sfântă. Dar nu putem nici măcar să începem această revoluție în gândire. Am fi dezbinați chiar lângă altarul Mormântului.
L-am informat pe patriarhul Athanasius, care trăia atunci în Constantinopol, despre șantajul lui Ibrahim Pașa, dar în scrisoarea noastră către el am scris 'focul sacru' în loc de 'lumina sfântă'. Surprins de această schimbare, binecuvântatul părinte ne-a întrebat: 'De ce numiți Lumina Sfântă altfel?' I-am spus adevărul, dar am adăugat că focul, aprins pe Mormântul Domnului de la lampa ascunsă, este, la urma urmei, un foc sacru, de vreme ce vine dintr-un loc sacru.” (Kniga bytija moego, vol. 3, pp. 299-301)
În 2005, într-o demonstratie live la televiziunea greacă,  Michael Kalopoulos, autor și istoric al religiei, a inmuiat trei lumânări în fosfor alb. Lumânările s-au aprins în mod spontan după aproximativ 20 de minute, datorită proprietăților de aprindere a fosfor alb, atunci când intră în contact cu aerul. Potrivit site-ul Kalopoulos': Dacă fosfor este dizolvat într-un solvent organic adecvat, autoaprinderea este întârziată până când solventul se evaporă aproape complet. Experimentele repetate au arătat că aprinderea poate fi amânată pentru o jumătate de oră sau mai mult, în funcție de densitatea soluției și solventul utilizat. Kalopoulos, de asemenea, subliniază faptul că reacțiile chimice de această natură au fost bine cunoscute în cele mai vechi timpuri, citând Strabo, care afirmă: „. În Babilon, există două tipuri de arcuri nafta, un alb și un negru Țițeiul alb este cel care se aprinde cu foc .“ (Strabon Geographica 16.1.15.1-24) El afirmă în continuare că fosforul a fost folosit de magicieni haldeene la începutul secolului al cincilea î.Hr. și de grecii antici, într-un mod similar cu utilizarea sa presupus astăzi de către Patriarhul Ortodox al Ierusalimului de Est. Dar nici aceasta nu este o dovadă că lumina este falsă deoarece în urma experimentului focul ar arde pielea umană și în plus fitilele candelelor nu sunt îmbibate cu fosfor.